# 52-й Конгресс США
Пятьдеся́т второ́й Конгре́сс США — заседание Конгресса США, действовавшее в Вашингтоне с 4 марта 1891 года по 4 марта 1893 года в период последних двух лет президентства Бенджамина Гаррисона. Верхняя палата Сенат, имел республиканское большинство, а нижняя палата, Палаты представителей,  демократическое. Вернув себе контроль над Палатой представителей, демократы лишили республиканцев доминирования в федеральном правительстве. Распределение мест в Палате представителей было основано на десятой переписи населения Соединённых Штатов в 1880 году.

## Ключевые законы
- Закон Гири (1892);
- Закон Хартера (1893)

## Членство

### Сенат
| Период | Всего | Вакантно | Партии                 | Партии                 | Партии          | Партии      | Партии |
| Период | Всего | Вакантно | Республиканская партия | Демократическая партия | Народная партия | Независимые |        |
| ------ | ----- | -------- | ---------------------- | ---------------------- | --------------- | ----------- | ------ |
| Начало | 84    | 4        | 46                     | 36                     | 1               | 1           |        |
| Конец  | 88    | 0        | 47                     | 39                     | 2               | 0           |        |

### Палата представителей
| Начало | 332 | 0 | 236 | 87 | 9 |
| Конец  | 328 | 4 | 233 | 86 | 9 |